# 直流電動機

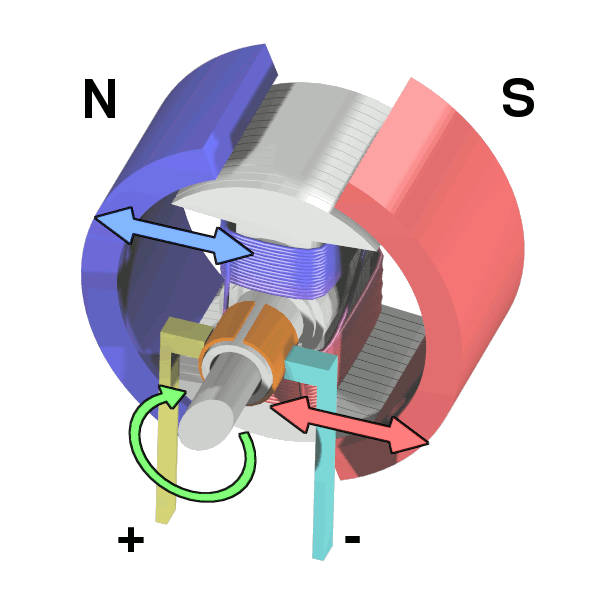
ブラシ付きDCモータ

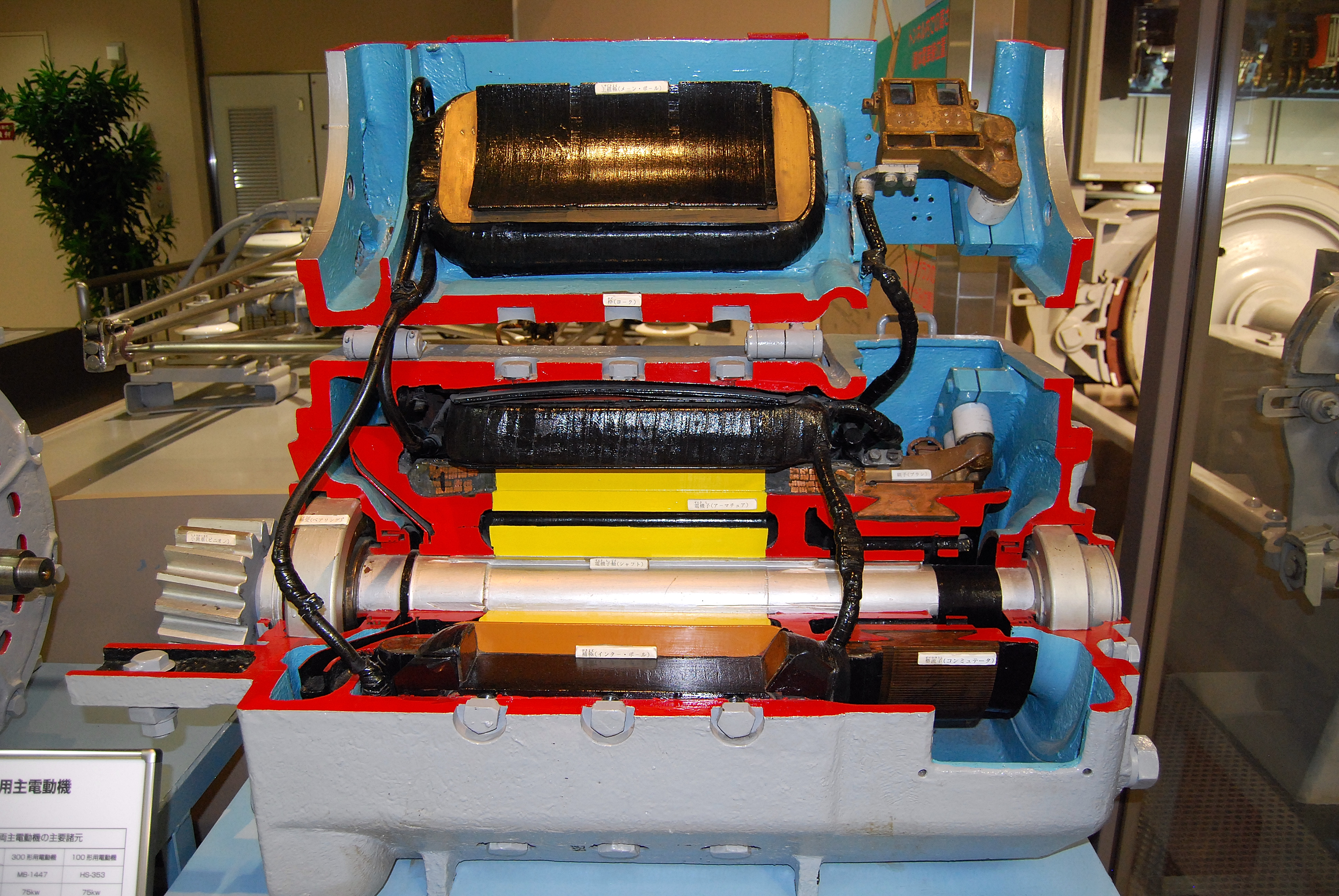
営団地下鉄（現東京メトロ）100形に使用されていた直流整流子電動機

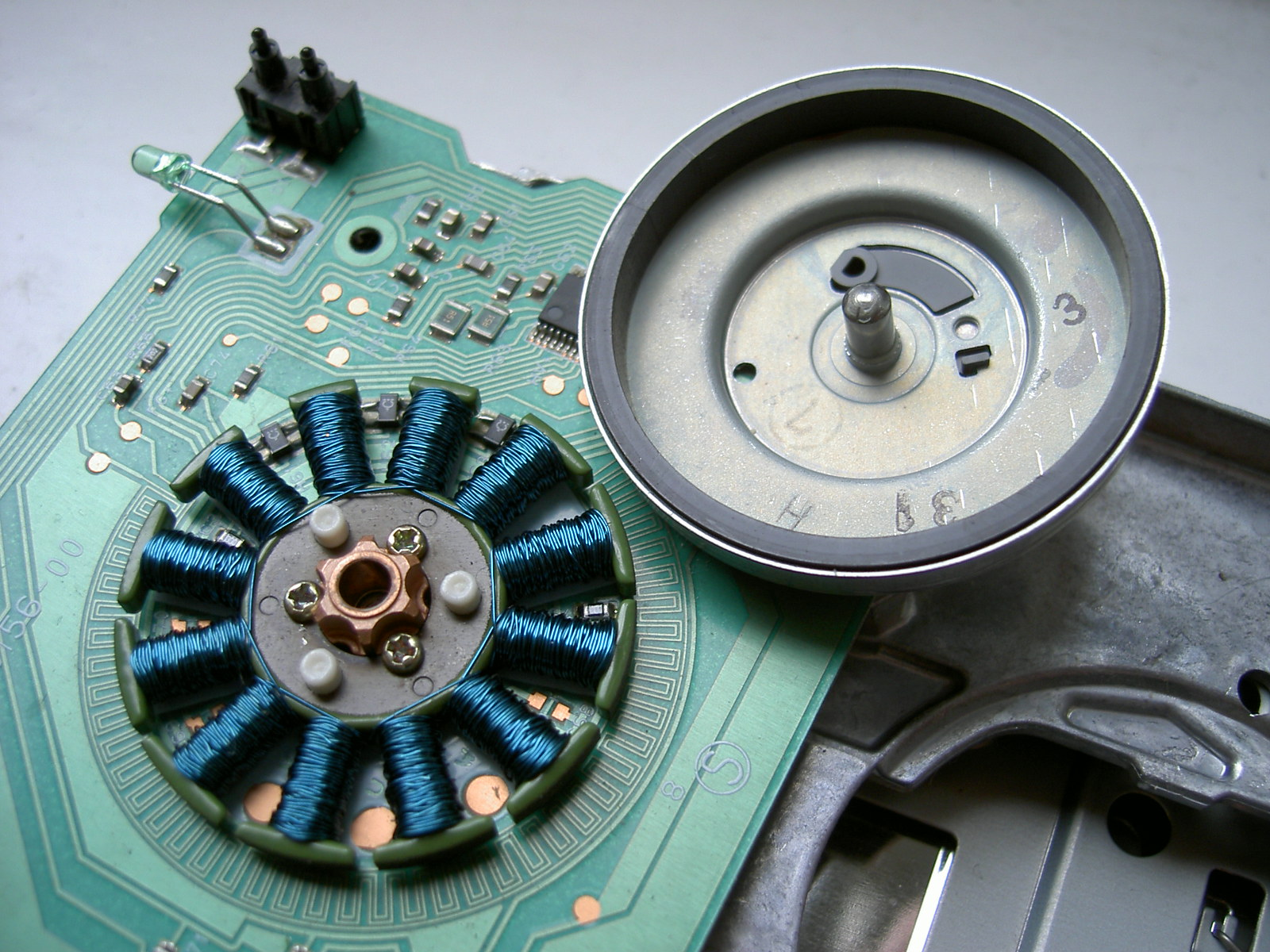
フロッピーディスクドライブのモータを分解した状態、右が回転子

直流電動機（ちょくりゅうでんどうき、英語：DC motor）は、直流を入力とする電動機（モーター）である。

## 直流電動機の分類
- 直流整流子電動機（ブラシ付きDCモータ）
  - 永久磁石界磁形整流子電動機
    - 鉄心電動機：玩具などに使われる。
    - 無鉄心電動機（コアレスモータ）：携帯電話の振動モータなどに使われる。

  - 電磁石界磁形整流子電動機
    - 直巻整流子電動機：電気鉄道に使われる。
    - 分巻整流子電動機：ディーゼル機関車やエレベータに使われる。
    - 複巻整流子電動機：主に界磁チョッパ制御との組み合わせで電気鉄道に使われる。
- 無整流子電動機：（ブラシレスDCモータ）
  - インナーローター型：電動RCカーの走行用モーターに使われる[1][2]。
  - アウターローター型：コンピュータのFDDや冷却ファンなどに使われる[1]。

## 仕様
回転速度 : トルク一定の負荷を負って回転しているとき界磁電流を大きくすると、速度は下降する。